# Lista de episódios de Bunk'd

Logótipo da série.

Esta é uma lista dos episódios de Bunk'd, uma série de televisão estadunidense do Disney Channel e um spin-off de Jessie protagonizado por Miranda May, Mallory James Mahoney, Raphael Alejandro, Will Buie Jr., Israel Johnson, Shelby Simmons e Scarlett Estevez. A série já teve outros protagonistas, Peyton List, Karan Brar, Skai Jackson, Kevin Quinn, Nathan Arenas e Nina Lu.
A série estreou a 31 de julho de 2015 no Disney Channel, a 18 de março de 2016 no Disney Channel Portugal e a 23 de janeiro de 2016 no Disney Channel Brasil.

## Episódios
| Temporada | Temporada | Episódios | Exibição original     | Exibição original      | Exibição em Portugal   | Exibição em Portugal  | Exibição no Brasil     | Exibição no Brasil     |
| Temporada | Temporada | Episódios | Estreia de temporada  | Final de temporada     | Estreia de temporada   | Final de temporada    | Estreia de temporada   | Final de temporada     |
| --------- | --------- | --------- | --------------------- | ---------------------- | ---------------------- | --------------------- | ---------------------- | ---------------------- |
|           | 1         | 21        | 31 de julho de 2015   | 20 de maio de 2016     | 18 de março de 2016    | 20 de outubro de 2016 | 23 de janeiro de 2016  | 24 de dezembro de 2016 |
|           | 2         | 21        | 23 de agosto de 2016  | 24 de maio de 2017     | 3 de abril de 2017     | 23 de abril de 2018   | 3 de dezembro de 2016  | 29 de outubro de 2017  |
|           | 3         | 16        | 18 de junho de 2018   | 21 de setembro de 2018 | 5 de fevereiro de 2019 | 26 de outubro de 2019 | 3 de novembro de 2018  | 22 de março de 2019    |
|           | 4         | 30        | 20 de junho de 2019   | 24 de julho de 2020    | 6 de janeiro de 2020   | 28 de maio de 2021    | 21 de outubro de 2019  | 13 de junho de 2021    |
|           | 5         | 21        | 15 de janeiro de 2021 | 6 de agosto de 2021    | 5 de julho de 2021     | 19 de agosto de 2022  | 14 de junho de 2021    | 28 de janeiro de 2022  |
|           | 6         | 30        | 10 de junho de 2022   | 21 de maio de 2023     | 24 de outubro de 2022  | —                     | 6 de fevereiro de 2023 | 24 de agosto de 2023   |
|           | 7         | 22        | 23 de julho de 2023   | 2 de agosto de 2024    | —                      | —                     | 15 de janeiro de 2024  | 29 de setembro de 2024 |

### 1ª Temporada (2015-16)
| # | #  | Dirigido por | Escrito por       | Estreias                         | Titulo                                                              | Código de produção | ==== Audiência (em milhões) ==== |
| --- | -- | --- | ----------------- | -------------------------------- | ------------------------------------------------------------------- | ------------------ | -------------------------------- |
| 1 | 1  | "Bem-vindos ao Acampamento Kikiwaka (PT) Bem Vindo ao Acampamento Kikiwaka (BR)" "Pilot Welcome to Camp Kikiwaka"    | Bob Koherr        | Pamela Eells O' Connell          | 31 de julho de 2015 18 de março de 2016 23 de janeiro de 2016       | 101                | 4.24                             |
| Emma, Zuri e Ravi deixam a cidade e vão passar o verão ao Acampamento Kikiwaka, onde conhecem companheiros campistas, monitores e até o lendário monstro Kikiwaka! |    | |                   |                                  |                                                                     |                    |                                  |
| 2 | 2  | "Miúda Desaparecida (PT) Cuidado, Garota (BR)" "Gone Girl"                                                           | Rich Correll      | Jeff Hodsen e Tim Pollack        | 7 de agosto de 2015 25 de março de 2016 14 de fevereiro de 2016     | 102                | 2.12                             |
| Ravi fica com suspeitas quando ouve os planos de Xander para o primeiro encontro com a Emma. Zuri e Jorge vendem doces e videojogos, em segredo, aos campistas. |    | |                   |                                  |                                                                     |                    |                                  |
| 3 | 3  | "Regras do Campo (PT) Regras do Acampamento (BR)" "Camp Rules"                                                       | Bob Koherr        | Mike Montesano e Ted Zizik       | 14 de agosto de 2015 1 de abril de 2016 19 de fevereiro de 2016     | 104                | 1.81                             |
| Emma e Zuri não param de discutir, por isso a Lou manda-as para o meio do lago, numa canoa, para se entenderem. |    | |                   |                                  |                                                                     |                    |                                  |
| 4 | 4  | "Cheira a Acampamento (PT) Bastão do Espírito (BR)" "Smells Like Camp Spirit"                                        | Rich Correll      | Lacey Dyer e Julie Layton        | 21 de agosto de 2015 8 de abril de 2016 20 de fevereiro de 2016     | 105                | 2.18                             |
| Emma e Xander perdem a Vara dos Espíritos do Acampamento, o que trás azar a todos. Entretanto, Jorge e Tiffany tentam ensinar o Ravi a nadar. |    | |                   |                                  |                                                                     |                    |                                  |
| 5 | 5  | "Os Que Fugiram (PT) Dando-se Bem (BR)" "The Ones That Got Away"                                                     | Bob Koherr        | Valerie Ahern e Eric Schaar      | 6 de novembro de 2015 15 de abril de 2016 26 de fevereiro de 2016   | 103                | 1.82                             |
| Emma e Xander fazem equipa para a competição de pesca e percebem que não têm nada em comum. Zuri e Tiffany decidem roubar um peixe da cantina. |    | |                   |                                  |                                                                     |                    |                                  |
| 6 | 6  | "Já me Ouves? (PT) Falha na Comunicação (BR)" "Can You Hear Me Now"                                                  | Bob Koherr        | Adam Lapidus                     | 13 de novembro de 2015 29 de abril de 2016 27 de fevereiro de 2016  | 106                | 1.79                             |
| Quando Zuri quebra uma regra do campo, Emma tem de escolher entre entregar a irmã ou mentir a Lou. Ravi e Tiffany são enganados para fazerem uma torre de comunicações dentro de um totem. |    | |                   |                                  |                                                                     |                    |                                  |
| 7 | 7  | "Confraternizando com o Inimigo (PT) Amizades com o Inimigo (BR)" "Friending with the Enemy"                         | Rich Correll      | Adam Lapidus                     | 20 de novembro de 2015 6 de maio de 2016 5 de março de 2016         | 107                | 1.64                             |
| Emma convence Lou que devem tentar ser amigas de Hazel. Entretanto, um produtor de TV consegue que Ravi, Zuri e Tiffany o ajudem a caçar o lendário monstro Kikiwaka. |    | |                   |                                  |                                                                     |                    |                                  |
| 8 | 8  | "Waka Waka Waka (PT) Dia do Kikiwaka (BR)" "Waka, Waka, Waka!"                                                       | Victor Gonzalez   | Valerie Ahern e Eric Schaar      | 27 de novembro de 2015 20 de maio de 2016 12 de março de 2016       | 108                | 1.73                             |
| Ravi e Tiffany conseguem gravar em vídeo provas de que o Kikiwaka existe! Emma e Lou tentam vender mais do que Hazel no Festival do Dia do Kikiwaka. |    | |                   |                                  |                                                                     |                    |                                  |
| 9 | 9  | "Pai Natal Secreto (PT) Papai Noel Secreto (BR)" "Secret Santa"                                                      | Lauren Brieting   | Jeff Hodsden e Tim Pollock       | 4 de dezembro de 2015 23 de dezembro de 2016 24 de dezembro de 2016 | 114                | 1.50                             |
| Quando os miúdos dão com uma cabana no bosque, Jorge convence-se de que o dono é o Pai Natal. |    | |                   |                                  |                                                                     |                    |                                  |
| 10 | 10 | "Noite dos Monitores (PT) Noite de Folga dos Monitores (BR)" "Counselors' Night Off"                                 | Bob Koherr        | Mike Montesano e Ted Zizik       | 8 de janeiro de 2016 3 de junho de 2016 8 de agosto de 2016         | 110                | 1.48                             |
| Xander convida Emma para a festa da "Noite dos Monitores", o que deixa Ravi responsável pelo acampamento. |    | |                   |                                  |                                                                     |                    |                                  |
| 11 | 11 | "Não Há Nada Como o Campo (PT) Não Há Nenhum Lugar Como o Acampamento (BR)" "There's No Place Like Camp"             | Bob Koherr        | Pamela Eells O'Connell           | 22 de janeiro de 2016 12 de setembro de 2016 9 de agosto de 2016    | 111                | 1.86                             |
| Quando os campistas percebem que Jorge tem saudades de casa, tentam encontrar uma forma de animá-lo. |    | |                   |                                  |                                                                     |                    |                                  |
| 12 | 12 | "O Regresso do Luke (PT) Luke Voltou! (BR)" "Luke's Back"                                                            | Rich Correll      | Pamela Eells O'Connell           | 12 de fevereiro de 2016 17 de outubro de 2016 10 de agosto de 2016  | 119                | 1.88                             |
| Luke encontra-se com os irmãos para pedir ajuda nos trabalhos de casa a Ravi. Entretanto, começa uma guerra entre o Acampamento Kikiwaka e um acampamento rival situado do outro lado do lago. |    | |                   |                                  |                                                                     |                    |                                  |
| 13 | 13 | "Sem Saida (PT) Sem Escapatória (BR)" "No Escape"                                                                    | Rich Correll      | Jeff Hodsden e Tim Pollock       | 19 de fevereiro de 2016 13 de setembro de 2016 11 de agosto de 2016 | 112                | 1.62                             |
| Zuri e Jorge esgueiram-se fora do campo de Kikiwaka a fim de obter alguns fones de ouvido e um livro de banda desenhada, respectivamente. Agora Emma e Xander devem recuperá-los para o acampamento Kikiwaka antes que descubra Gladys. Entretanto, Tiffany desenvolve uma paixão doentia por Ravi. |    | |                   |                                  |                                                                     |                    |                                  |
| 14 | 14 | "Encontros Imediatos no Acampamento (PT) Tipos de Encontros no Acampamento (BR)" "Close Encounters of the Camp Kind" | Rich Correll      | Jeff Hodsden e Tim Pollock       | 11 de março de 2016 14 de setembro de 2016 12 de agosto de 2016     | 116                | 1.50                             |
| Os Campistas pensam ter visto um óvni a aterrar no Lago Kikiwaka e, de seguida, aparece um novo rapaz. Jorge e Tiffanny pensam que é um extraterrestre. |    | |                   |                                  |                                                                     |                    |                                  |
| 15 | 15 | "Artes e Ofícios (PT) Romance e Aventura na Floresta (BR)" "Crafted and Shafted"                                     | Bob Koherr        | Mike Montesano e Ted Zizik       | 18 de março de 2016 15 de setembro de 2016 15 de agosto de 2016     | 117                | 1.37                             |
| Durante uma saida noturna as crianças têm de usar as suas capacidades de sobrevivência quando Emma e Xander se perdem numa gruta |    | |                   |                                  |                                                                     |                    |                                  |
| 16 | 16 | "Surpresas e Aniversários (PT) Aniversários e Doidóis (BR)" "Boo Boos and Birthdays"                                 | Phill Lewis       | Lacey Dyer e Julia Layton        | 25 de março de 2016 19 de setembro de 2016 16 de agosto de 2016     | 109                | 1.63                             |
| Emma e Zuri discordam ao tentar planear uma festa de aniversário surpresa para a Tiffany. Para escapar do torneio de voleibol Ravi e Jorge fingem estar magoados. |    | |                   |                                  |                                                                     |                    |                                  |
| 17 | 17 | "Por Amor e Dinheiro (PT) Pelo Amor e Pelo Dinheiro (BR)" "For Love and Money"                                       | Shannon Flynn     | Adam Lapidus                     | 1 de abril de 2016 20 de setembro de 2016 17 de agosto de 2016      | 113                | 1.47                             |
| Lou apaixona-se por um lindo e jovem lenhador, mas Emma e Zuri suspeitam dele. Ravi e Jorge vão à caça ao tesouro. |    | |                   |                                  |                                                                     |                    |                                  |
| 18 | 18 | "O Amor é Para os Passarinhos (PT) O Amor é para os Pássaros (BR)" "Love Is for the Birds"                           | A. Laura James    | Pamela Eells O'Connell           | 8 de abril de 2016 18 de outubro de 2016 18 de agosto de 2016       | 120                | 1.40                             |
| Emma e Jorge ajudam Ravi quando ele começa a namorar uma rapariga que é o seu oposto. Entretanto, Zuri e Tiffany tentam devolver um ovo de águia ao ninho. |    | |                   |                                  |                                                                     |                    |                                  |
| 19 | 19 | "A Noiva Fantasma (PT) A Noiva Monstro (BR)" "Bride and Doom"                                                        | Robbie Countryman | Desiree Bowie e Amanda Steinhoff | 29 de abril de 2016 19 de outubro de 2016 19 de agosto de 2016      | 121                | 1.48                             |
| Os míudos aprendem a história de Olga, a filha do fundador do campo cujo fantasma assombra Kikiwaka. |    | |                   |                                  |                                                                     |                    |                                  |
| 20 | 20 | "Em Direto do Acampamento Kikiwaka (PT) Ao Vivo no Acampamento Kikiwaka (BR)" "Live from Camp Kikiwaka"              | Rich Correll      | Valerie Ahern e Eric Schaar      | 13 de maio de 2016 21 de setembro de 2016 18 de setembro de 2016    | 115                | 1.29                             |
| As crianças descobrem que o site do acampamento está muito antiquado e decidem fazer uma emissão em direto para mostrar quão bom é o acampamento. |    | |                   |                                  |                                                                     |                    |                                  |
| 21 | 21 | "O Xander Despede-se (PT) Não é a Minha Praia (BR)" "Xander Says Goodbye"                                            | Bob Koherr        | Adam Lapidus                     | 20 de maio de 2016 20 de outubro de 2016 18 de setembro de 2016     | 118                | 1.25                             |
| Quando Xander começa a ficar preocupado com o facto de ter de ir para o treino de futebol americano em vez do Acampamento Kikiwaka, Emma e Lou apresentam-lhe um desafio. |    | |                   |                                  |                                                                     |                    |                                  |

### 2ª Temporada (2016-17)
| # | #  | Titulo                                                                                       | Dirigido por      | Escrito por                                                        | Estreias                                                           | Código de produção | Audiência (em milhões) |
| --- | -- | -------------------------------------------------------------------------------------------- | ----------------- | ------------------------------------------------------------------ | ------------------------------------------------------------------ | ------------------ | ---------------------- |
| 22 | 1  | "O Griff Chegou (PT) Griff Está na Área (BR)" "Griff Is in the House!"                       | Bob Koherr        | Pamela Eells O'Connell                                             | 23 de agosto de 2016 3 de abril de 2017 3 de dezembro de 2016      | 201                | 1.35                   |
| Os Ross voltam ao acampamento em mais um verão no Acampamento Kikiwaka. Mas com o regresso há novas surpresas.                                                                                 |    |                                                                                              |                   |                                                                    |                                                                    |                    |                        |
| 23 | 2  | "A Dança é Comigo (PT) Dança nas minhas Calças (BR)" "Dance in My Pants"                     | Bob Koherr        | Valerie Ahern e Eric Schaar                                        | 24 de agosto de 2016 4 de abril de 2017 4 de dezembro de 2016      | 202                | 1.19                   |
| O Acampamento Kikiwaka organiza a sua festa anual e Tiffany e Zuri esperam dançar com um rapaz giro. Emma descobre que Lou e Xander partilham uma história.                                    |    |                                                                                              |                   |                                                                    |                                                                    |                    |                        |
| 24 | 3  | "A Zuri Tinha Um Cordeirinho (PT) Zuri Tinha uma Ovelhinha(BR)" "Zuri Has a Little Lamb"     | Bob Koherr        | Lacey Dyer e Julia Layton                                          | 25 de agosto de 2016 5 de abril de 2017 9 de dezembro de 2016      | 203                | 1.44                   |
| Lou coloca Zuri e Emma de serviço no celeiro. Entretanto, os rapazes descobrem que Gladys tem um segredo escondido na floresta.                                                                |    |                                                                                              |                   |                                                                    |                                                                    |                    |                        |
| 25 | 4  | "A Zuri Salta Fora (PT) Zuri Enlouquece(BR)" "Zuri Weasels Out"                              | Phill Lewis       | Sally Lapiduss                                                     | 26 de agosto de 2016 6 de abril de 2017 17 de dezembro de 2016     | 205                | 1.54                   |
| Para infelicidade de Zuri, Hazel elege-a ADM da caserna Weasel. Jorge e Griff convencem Ravi que o cavalo do acampamento tem um talento escondido.                                             |    |                                                                                              |                   |                                                                    |                                                                    |                    |                        |
| 26 | 5  | "A Rainha dos Gritos (PT) Rainha dos Gritos(BR)" "Queen of Screams"                          | Robbie Contryman  | Mike Montesano e Ted Zizik                                         | 16 de setembro de 2016 10 de abril de 2017 20 de dezembro de 2016  | 207                | 1.32                   |
| Jorge entra num concurso literário e ganha um jantar com a sua escritora de terror preferida, Stephanie Queen. Entretanto, Xander é obrigado a fazer de árbito num conflito entre Emma e Ravi. |    |                                                                                              |                   |                                                                    |                                                                    |                    |                        |
| 27 | 6  | "Cuidado com o Luke (PT) Luke o Confiante(BR)" "Luke Out Below"                              | Robbie Countryman | Adam Lapidus                                                       | 30 de setembro de 2016 11 de abril de 2017 31 de dezembro de 2016  | 206                | 1.50                   |
| Luke regressa ao acampamento para levar Griff e Zuri numa aventura e provar que consegue ser tão responsável como os outros ADM.                                                               |    |                                                                                              |                   |                                                                    |                                                                    |                    |                        |
| 28 | 7  | "Acampamento Kiki-Slasher (PT) Terror no Acampamento (BR)" "Camp Kiki-Slasher"               | Rich Correll      | Mike Montesano e Ted Zizik                                         | 7 de outubro de 2016 27 de outubro de 2017 29 de outubro de 2017   | 204                | 2.00                   |
| Os miúdos começam a desaparecer misteriosamente um a um! Mas quem é o responsável? |    |                                                                                              |                   |                                                                    |                                                                    |                    |                        |
| 29 | 8  | "Horror na Casa da Árvore (PT) Terror na Casa da Árvore(BR)" "Treehouse of Terror"           | Bob Koherr        | Lacey Dyer e Julia Dayton                                          | 28 de outubro de 2016 12 de abril de 2017 1 de janeiro de 2017     | 209                | 0.92                   |
| 30 | 9  | "A Maré de Amor (PT) Onda de Maré(BR)" "Tidal Wave"                                          | Bob Koherr        | Jeff Hodsden & Tim Pollack                                         | 4 de novembro de 2016 13 de abril de 2017 21 de fevereiro de 2017  | 208                | 1.33                   |
| Zuri ajuda Xander a fazer um video na esperança de o transformar numa estrela das redes sociais. Ravi e Lou tentam fazer uma coisa boa por Griff.                                              |    |                                                                                              |                   |                                                                    |                                                                    |                    |                        |
| 31 | 10 | "No Nevoeiro (PT) Presos no Nevoeiro(BR)" "Fog'd In"                                         | Rich Correll      | Jeff Hodsden e Tim Pollock                                         | 11 de novembro de 2016 17 de abril de 2017 28 de fevereiro de 2017 | 212                | 1.30                   |
| Um nevoeiro estranho e tóxico invade o Acampamento Kikiwaka. |    |                                                                                              |                   |                                                                    |                                                                    |                    |                        |
| 32 | 11 | "O Griff Rouba o Natal (PT) Como o Griff Roubou o Natal(BR)" "How the Griff Stole Christmas" | Shannon Flynn     | Valerie Ahern & Eric Schaar                                        | 2 de dezembro de 2016 8 de dezembro de 2017 10 de dezembro de 2016 | 211                | 1.24                   |
| Emma, Lou, Ravi e Xander tentam dar um primeiro natal a Griff. Zuri, Jorge e Tiffany empenham-se em ensinar a rena Harold a voar.                                                              |    |                                                                                              |                   |                                                                    |                                                                    |                    |                        |
| 33 | 12 | "A Guerra de Comida (PT) Guerra de Comida(BR)" "Food Fight"                                  | Ben DeJesus       | Adam Lapidus                                                       | 24 de fevereiro de 2017 9 de abril de 2018 7 de março de 2017      | 217                | 1.18                   |
| Quando Murphy desafia os miúdos a cozinharem o jantar do acampamento, começa uma competição entre os campistas.                                                                                |    |                                                                                              |                   |                                                                    |                                                                    |                    |                        |
| 34 | 13 | "Mãe, Importas-te? (PT) Mãe, Eu Posso? (BR)" "Mother May I?"                                 | Robbie Countryman | Jeff Hodsden e Tim Pollock                                         | 3 de março de 2017 7 de maio de 2017 8 de abril de 2017            | 210                | 1.18                   |
| Lou fica surpreendida quando a sua heroína, a lendária Christina Ross, visita o Acampamento Kikiwaka. Os rapazes da Caserna Grizzly fazem uma caminhada noturna.                               |    |                                                                                              |                   |                                                                    |                                                                    |                    |                        |
| 35 | 14 | "Diversão na Lama (PT) Luta de Lama (BR)" "Mud Fight"                                        | Rich Correll      | Valerie Ahern e Eric Schaar                                        | 17 de março de 2017 10 de abril de 2018 15 de abril de 2017        | 216                | 1.11                   |
| Zuri, Tiffany e Jorge brincam na lama que descobrem durante uma caminhada, contra a vontade de Ravi.                                                                                           |    |                                                                                              |                   |                                                                    |                                                                    |                    |                        |
| 36 | 15 | "Dias de Cão no Verão (PT) Memórias do Hank (BR)" "Dog Days of Summer"                       | Bob Koherr        | Monica Contreras                                                   | 24 de março de 2017 11 de abril de 2017 1 de julho de 2017         | 214                | 1.18                   |
| O acampamento une-se depois da morte do cão de Lou. |    |                                                                                              |                   |                                                                    |                                                                    |                    |                        |
| 37 | 16 | "Cão Mau! (PT) Cachorro Mau! (BR)" "Bad Dog!"                                                | Robbie Countryman | Pamela Eells O'Connell                                             | 31 de março de 2017 12 de abril de 2018 8 de julho de 2017         | 215                | 1.11                   |
| O novo cão de Lou semeia o caos na caserna Woodchuck. |    |                                                                                              |                   |                                                                    |                                                                    |                    |                        |
| 38 | 17 | "Acampamento Malcheiroso (PT) Acampamento FedidoWaka (BR)" "Camp Stinky Waka"                | Lauren Breiting   | Mike Montesano e Ted Zizik                                         | 7 de abril de 2017 16 de abril de 2018 15 de julho de 2017         | 218                | 0.84                   |
| Quando a mãe de Tiffany aparece para uma visita, as Woodchuck tentam ajudá-la fingindo que o Acampamento Kikiwaka é um acampamento para génios.                                                |    |                                                                                              |                   |                                                                    |                                                                    |                    |                        |
| 39 | 18 | "A Míuda Que Sabia de Menos (PT) Cabana contra Cabana (BR)" "Cabin vs. Cabin"                | Bob Koherr        | Lacey Dyer e Julia Layton                                          | 14 de abril de 2017 17 de abril de 2018 22 de julho de 2017        | 219                | 0.93                   |
| As casernas Woodchuck, Grizzly e Weasel competem para o prémio anual de Caserna do Ano do Acampamento Kikiwaka.                                                                                |    |                                                                                              |                   |                                                                    |                                                                    |                    |                        |
| 40 | 19 | "Os Sonhos Tornam-se Realidade (PT) Os Sonhos se Realizam (BR)" "Dreams Come True"           | Bob Koherr        | Pamela Eells O'Connell                                             | 21 de abril de 2017 18 de abril de 2018 29 de julho de 2017        | 220                | 0.96                   |
| À medida que o tempo no acampamento se aproxima do fim, Griff recebe noticias inesperadas sobre a sua liberdade condicional.                                                                   |    |                                                                                              |                   |                                                                    |                                                                    |                    |                        |
| 41 | 20 | "Nós Não Ateámos o Fogo (PT) Nós Não Começamos o Incêndio (BR)" "We Didn't Start the Fire"   | Rich Correll      | Brittany Assaly e Jason Hauser (história) Sally Lapidus (teleplay) | 28 de abril de 2017 19 de abril de 2018 12 de agosto de 2017       | 221                | 1.18                   |
| Para celebrarem a última noite no acampamento, os miúdos fazem um acampamento noturno. Ravi e Emma enfrentam o teste final antes de se tornarem monitores.                                     |    |                                                                                              |                   |                                                                    |                                                                    |                    |                        |
| 42 | 21 | "Atravessar a Fronteira (PT) Cruzando a Fronteira (BR)" "The Great Escape"                   | Rich Correll      | Adam Lapidus                                                       | 24 de maio de 2017 23 de abril de 2018 15 de abril de 2017         | 213                | 0.99                   |
| Xander e Emma descobrem que dois de seus campistas têm um fraquinho um pelo outro. |    |                                                                                              |                   |                                                                    |                                                                    |                    |                        |

### 3ª Temporada (2018)
| # | #  | Titulo | Dirigido por      | Escrito por                                                                  | Estreias                                                           | Código de produção | Audiência (em milhões) |
| --- | -- | --- | ----------------- | ---------------------------------------------------------------------------- | ------------------------------------------------------------------ | ------------------ | ---------------------- |
| 43 | 1  | "Não Aguentamos! (PT) Não Podemos Aguentar Isso! (BR)" "We Can't Bear It!"                                | Bob Koherr        | Pamela Eells O'Connell e Adam Lapidus                                        | 18 de junho de 2018 5 de fevereiro de 2019 3 de novembro de 2018   | 301                | 0.97                   |
| Os Ross regressam ao Acampamento Kikiwaka apenas para descobrir que as casernas nunca foram reconstruídas e Gladys desapareceu. Agora eles devem descobrir como manter as crianças felizes, incluindo os novos campistas Matteo, Destiny e Finn. |    | |                   |                                                                              |                                                                    |                    |                        |
| 44 | 2  | "Toca a Saltar! (PT) Vamos Pular! (BR)" "Let's Bounce!"                                                   | Bob Koherr        | Mike Montesano e Ted Zizik                                                   | 19 de junho de 2018 5 de fevereiro de 2019 10 de novembro de 2018  | 302                | 0.93                   |
| Agora que os Ross são oficialmente os novos donos do Acampamento Kikiwaka, eles têm que decidir qual deles será o responsável pelo acampamento.                                                                                                  |    | |                   |                                                                              |                                                                    |                    |                        |
| 45 | 3  | "Levem o Bolo (PT) Peguem o Bolo! (BR)" "Take the Cake"                                                   | Jon Rosenbaum     | Valerie Ahern e Eric Schaar                                                  | 20 de junho de 2018 6 de fevereiro de 2019 17 de novembro de 2018  | 303                | 0.85                   |
| Quando a Inspetora Dinsmore ameaça fechar o acampamento, Emma, Ravi, Zuri e Lou tentam que isso não aconteça. Entretanto, Matteo e Destiny tentam ajudar Finn a superar o seu medo de falar em público.                                          |    | |                   |                                                                              |                                                                    |                    |                        |
| 46 | 4  | "Ó Minha Irmã, Onde Estás Tu? (PT) Irmã, Onde Você Está? (BR)" "O Sister, Where Art Thou?"                | Jon Rosenbaum     | Jeff Hodsden e Tim Pollock                                                   | 21 de junho de 2018 7 de fevereiro de 2019 24 de novembro de 2018  | 304                | 1.01                   |
| Zuri fica com ciúmes do quanto Emma e Destiny têm em comum. Entretanto, Ravi tenta usar a hipnose como um método para ajudar Matteo a superar os seus medos.                                                                                     |    | |                   |                                                                              |                                                                    |                    |                        |
| 47 | 5  | "Presas na Gruta (PT) Encavernados (BR)" "Cav'd In"                                                       | Bob Koherr        | Skander Halim e Gina Ippolito                                                | 22 de junho de 2018 18 de fevereiro de 2019 25 de novembro de 2018 | 305                | 0.97                   |
| Quando Destiny percebe que se esqueceu do seu peluche na gruta, ela e Zuri voltam para procurá-lo, mas perdem-se. |    | |                   |                                                                              |                                                                    |                    |                        |
| 48 | 6  | "O Pai de Todos os Memes (PT) Por Todos os Memes (BR)" "By All Memes"                                     | Bob Koherr        | Prathi Srinivasan e Joshua Levy                                              | 25 de junho de 2018 19 de fevereiro de 2019 1 de dezembro de 2018  | 306                | 0.85                   |
| Emma apresenta um plano para reforçar a união do acampamento, devolvendo os telefones de todos. |    | |                   |                                                                              |                                                                    |                    |                        |
| 49 | 7  | "O Festival da Lagosta (PT) Lagostas Demais (BR)" "A Whole Lotta Lobsta"                                  | Bob Koherr        | Prathi Srinivasan e Joshua Levy                                              | 29 de junho de 2018 20 de fevereiro de 2019 15 de dezembro de 2018 | 307                | 0.92                   |
| Os Ross estão determinados a fazer o próximo Festival da Lagosta, mas uma série de eventos infelizes acontecem aos campistas e o evento torna-se um desastre total.                                                                              |    | |                   |                                                                              |                                                                    |                    |                        |
| 50 | 8  | "Sem Ossos de Dúvida (PT) Ossos da Dúvida (BR)" "No Bones About It"                                       | Lauren Breiting   | Valrie Ahern e Eric Shaar                                                    | 2 de julho de 2018 21 de fevereiro de 2019 22 de dezembro de 2018  | 308                | 0.73                   |
| Matteo e Finn encontram uma estranha coleção de ossos e suspeitam que sejam de uma nova espécie. |    | |                   |                                                                              |                                                                    |                    |                        |
| 51 | 9  | "Achar Não é Roubar, e a Lou a Chorar (PT) Achado, Não é Roubado (BR)" "Finder's Keepers, Lou's a Weeper" | Karan Brar        | Adam Lapidus                                                                 | 6 de julho de 2018 16 de setembro de 2019 12 de março de 2019      | 309                | 0.85                   |
| 52 | 10 | "Uma Sorte Inesperada (PT) O Reverso da Fortuna (BR)" "Reversal of Fortune"                               | Robbie Countryman | Mike Montesano e Ted Zizik                                                   | 9 de julho de 2018 25 de agosto de 2019 13 de março de 2019        | 310                | 0.77                   |
| 53 | 11 | "A Guerra dos Totems (PT) O Jogo dos Totens (BR)" "Game of Totems"                                        | Peyton List       | Adam Lapidus                                                                 | 13 de julho de 2018 18 de setembro de 2019 14 de março de 2019     | 311                | 0.77                   |
| 54 | 12 | "Sanitas e Tiaras (PT) Toaletes e Tiaras (BR)" "Toilets and Tiaras"                                       | Bob Koherr        | Jeff Hodsden e Tim Pollock                                                   | 16 de julho de 2018 19 de setembro de 2019 15 de março de 2019     | 312                | 0.75                   |
| 55 | 13 | "Perigo na Selva (PT) Confusão na Selva (BR)" "Bungle in the Jungle"                                      | Bob Koherr        | Pamela Eells O'Connell                                                       | 20 de julho de 2018 30 de setembro de 2019 19 de março de 2019     | 313                | 0.73                   |
| 56 | 14 | "Papas e Castigos Invulgares (PT) Gororobas e Punições Severas (BR)" "Gruel and Unusual Punishment"       | Bob Koherr        | Valerie Ahern e Eric Schaar (história) Mike Montesano e Ted Zizik (teleplay) | 27 de julho de 2018 1 de outubro de 2019 20 de março de 2019       | 314                | 0.63                   |
| 57 | 15 | "Altamente! (PT) É Uma Explosão (BR)" "It's a Blast!"                                                     | Bob Koherr        | Valerie Ahern e Eric Schaar (história) Jeff Hodsden e Tim Pollock (teleplay) | 3 de agosto de 2018 2 de outubro de 2019 21 de março de 2019       | 315                | 0.71                   |
| 58 | 16 | "Corre, Corre e Foge! (PT) Para o Alto e Avante (BR)" "Up, Up and Away"                                   | Bob Koherr        | Pamela Eells O'Connell e Adam Lapidus                                        | 21 de setembro de 2018 26 de outubro de 2019 22 de março de 2019   | 316                | 0.65                   |
| Quando Emma, Zuri e Ravi conseguem trabalho, descobrem que a sua mãe planeia vender o acampamento. Preocupados com a possibilidade de que Lou sofra com essa notícia, decidem contar-lhe a novidade durante uma viagem de balão.                 |    | |                   |                                                                              |                                                                    |                    |                        |

### 4ª Temporada (2019-20)
| # | #  | Título | Dirigido por       | Escrito por                    | Estreias                                                           | Código de produção | Audiência (em milhões) |
| --- | -- | --- | ------------------ | ------------------------------ | ------------------------------------------------------------------ | ------------------ | ---------------------- |
| 59 | 1  | "Quem é que Manda? A Lou Manda! (PT) Quem é a Chefe, Lou é a Chefe (BR)" "Who da Boss? Lou da Boss!"                    | Trevor Kirschner   | Erin Dunlap e Phil Baker       | 20 de junho de 2019 6 de janeiro de 2020 21 de outubro de 2019     | 401                | 0.68                   |
| Chegou um novo verão ao Acampamento Kikiwaka e depois de os irmãos Ross deixarem o acampamento a Lou, conhecemos a nova campista Gwen e os monitores Noah e Ava. |    | |                    |                                |                                                                    |                    |                        |
| 60 | 2  | "O Concurso de Talentos de Kikiwaka (PT) Kikiwaka Tem Talento (BR)" "Kikiwaka's Got Talent"                             | Trevor Kirschner   | Valerie Ahern e Eric Schaar    | 27 de junho de 2019 6 de janeiro de 2020 22 de outubro de 2019     | 402                | 0.57                   |
| Quando o Acampamento Kikiwaka organiza o concurso de talentos anual, a amizade de Finn e Matteo é testada ao tentarem escolher um número e Destiny impressionar Noah com os números dos concursos de beleza. |    | |                    |                                |                                                                    |                    |                        |
| 61 | 3  | "Sim, Mentiras e Fuga do Depósito (PT) Sim, Mentiras e Fuga da Torre (BR)" "Yes, Lies and Tower Escape"                 | Shannon Flynn      | David Booth                    | 4 de julho de 2019 7 de janeiro de 2020 23 de outubro de 2019      | 403                | 0.37                   |
| Depois de Gwen partir, acidentalmente, uma janela, é apanhada com Destiny numa teia de mentiras. Noah desafia Ava a abrir-se a mais experiências dizendo ‘sim, e...’ às oportunidades. |    | |                    |                                |                                                                    |                    |                        |
| 62 | 4  | "Uma Muutástrofe (PT) Grandes Desatres (BR)" "An Udder Disaster"                                                        | Erika Kaestle      | Ian Weinreich e Clayton Sakoda | 11 de julho de 2019 8 de janeiro de 2020 24 de outubro de 2019     | 404                | 0.48                   |
| Ava conta a Gwen e a Destiny que foi para o acampamento zangada com a mãe. As duas planeiam reatar a relação fingindo ser Ava e escrevendo um pedido de desculpa. |    | |                    |                                |                                                                    |                    |                        |
| 63 | 5  | "Nascente Quente, Amigo Inconfidente (PT) Cachorro-Quente Com Confeito (BR)" "Hot Spring Friend Machine"                | Erika Kaestle      | Huong Nguyen                   | 18 de julho de 2019 20 de janeiro de 2020 25 de outubro de 2019    | 405                | 0.51                   |
| Quando Ava rejeita a amizade de Noah, ele diz a toda a gente que Ava tem uma nascente de água quente secreta. Quando ela lhe pede desculpa e se abre com ele, ele esforça-se para resolver as coisas. Entretanto, Lou tenta aliviar as preocupações de Gwen com o início das aulas e esforça-se por resolver o problema com cobras no acampamento. |    | |                    |                                |                                                                    |                    |                        |
| 64 | 6  | "Água Por Debaixo do Cais (PT) Água Sob a Doca (BR)" "Water Under the Dock"                                             | Phill Lewis        | Lia Woodward e Leah Folta      | 25 de julho de 2019 20 de janeiro de 2020                          | 406                | 0.52                   |
| Destiny organiza uma festa da dança do quadrado para angariar dinheiro para limpar o Lago Kikiwaka. |    | |                    |                                |                                                                    |                    |                        |
| 65 | 7  | "É Que Nem Em Sonhos (PT) Em Seus Gritos Mais Doidos (BR)" "In Your Wildest Screams"                                    | Jody Margolin Hahn | Ian Weinreich e Clayton Sakoda | 5 de outubro de 2019 outubro de 2020 26 de outubro de 2019         | 410                | 0.55                   |
| Gwen avisa toda gente que o seu boneco, Fofinho, consegue controlar os pesadelos das pessoas. Os seus amigos gozam com ela, mas pouco depois, descobrem o verdadeiro poder do boneco. |    | |                    |                                |                                                                    |                    |                        |
| 66 | 8  | "Pensão Problemas (PT) Encrencas Na Pousada (BR)" "Inn Trouble"                                                         | Phill Lewis        | Valerie Ahern e Eric Schaar    | 12 de outubro de 2019 21 de janeiro de 2020                        | 408                | 0.61                   |
| O Acampamento Kikiwaka recebe uma visita surpresa... Hazel! Hazel diz que mudou e Lou deixa-a ficar uns dias. Os rapazes tentam ganhar a maior honra do acampamento. |    | |                    |                                |                                                                    |                    |                        |
| 67 | 9  | "Lago Sujo (PT) Um Lago Sujo (BR)" "Lake Rancid"                                                                        | Phill Lewis        | David Booth                    | 19 de outubro de 2019 22 de janeiro de 2020                        | 407                | 0.58                   |
| Quando uma revista contacta Destiny para escrever uma história sobre o seu serviço comunitário. Matteo, Gwen e Finn ajudam Destiny a limpar apenas uma zona da costa, escondendo o resto do lixo. |    | |                    |                                |                                                                    |                    |                        |
| 68 | 10 | "Entre um Guaxinim e a Parede (PT) Entre Um Guaxinim e um Lugar Difícil (BR)" "Between a Raccoon and a Hard Place"      | Robbie Countryman  | Krystal Javier                 | 26 de outubro de 2019 10 de junho de 2020 23 de janeiro de 2020    | 409                | 0.65                   |
| Gwen torna-se amiga de um grupo de raparigas chamado "A Equipa Radical" conhecido pelas suas arrojadas atividades de exterior. A equipa convida Gwen para uma caminhada até ao Desfiladeiro do Cavalo Morto e esta aceita. |    | |                    |                                |                                                                    |                    |                        |
| 69 | 11 | "Muitos Mosquitos, Muitos Problemas (PT) Mais Mosquitos, Mais Problemas (BR)" "Mo-Squito Mo Problems"                   | Jody Margolin Hahn | Huong Nguyen                   | 2 de novembro de 2019 10 de junho de 2020 24 de janeiro de 2020    | 411                | 0.49                   |
| Os mosquitos atacam e Matteo recorre à ciência para inventar um repelente. No entanto, acaba por ficar com o mérito de uma coisa que Gwen inventou. |    | |                    |                                |                                                                    |                    |                        |
| 70 | 12 | "Pobre Lou-sonsa (PT) Mau Perdedor (BR)" "Sore Lou-ser"                                                                 | Ben DeJesus        | Leah Folta e Lia Woodward      | 9 de novembro de 2019 15 de junho de 2020 27 de janeiro de 2020    | 412                | 0.61                   |
| Chegou o momento dos Jogos da Amizade contra o rival do Acampamento Kikiwaka, o Acampamento Champion. Lou dá o seu melhor para treinar os seus amigos sabendo que Kikiwaka perde todos os anos. |    | |                    |                                |                                                                    |                    |                        |
| 71 | 13 | "Lobo Solitário (PT/BR)" "Lone Wolf"                                                                                    | Miguel Cruz        | Jason Dorris                   | 16 de novembro de 2019 16 de junho de 2020 28 de janeiro de 2020   | 413                | 0.50                   |
| Gwen fica surpreendida quando o irmão mais velho Jasper aparece inesperadamente no Acampamento Kikiwaka e lhe pede que parta com ela. |    | |                    |                                |                                                                    |                    |                        |
| 72 | 14 | "A Revolta dos Servos (PT) Servos em Ascensão (BR)" "Serf's Up-Rising"                                                  | Wendy Faraone      | David Booth                    | 23 de novembro de 2019 22 de junho de 2020 29 de janeiro de 2020   | 414                | 0.46                   |
| É a Semana do Renascimento e Lou arranja papéis para toda a gente. Finn é declarado rei e governa o acampamento durante uma semana, mas acaba por tornar o acampamento miserável. |    | |                    |                                |                                                                    |                    |                        |
| 73 | 15 | "País das Maravilhas do Inverno no Verão (PT) O País das Maravilhas de Inverno e Verão (BR)" "Summer Winter Wonderland" | Erika Kaestle      | Valerie Ahern e Eric Schaar    | 7 de dezembro de 2019 23 de junho de 2020 19 de dezembro de 2020   | 415                | 0.43                   |
| Quando as temperaturas caem, Lou decreta "Natal em Julho"! Gwen confessa que não compreende as tradições de Natal e Lou mostra-lhe o espírito do Natal. |    | |                    |                                |                                                                    |                    |                        |
| 74 | 16 | "Campeões em Apuros (PT) Campeões Apertados (BR)" "Cramped Champions"                                                   | Erika Kaestle      | Clayton Sakoda                 | 10 de janeiro de 2020 24 de junho de 2020 30 de janeiro de 2020    | 416                | 0.68                   |
| A piscina do Acampamento Champion inunda os terrenos. Barb e os miúdos ficam sem acampamento. Lou convida Barb e os seus miúdos para ficarem no Acampamento Kikiwaka durante uma semana, mas arrepende-se imediatamente. |    | |                    |                                |                                                                    |                    |                        |
| 75 | 17 | "A Lenda das Pilhas (PT) Um Conto de Dois Empilhadores (BR)" "A Tale of Two Stackers"                                   | Phill Lewis        | Huong Nguyen                   | 17 de janeiro de 2020 25 de junho de 2020 31 de janeiro de 2020    | 417                | 0.50                   |
| Quando Lou descobre o diário do fundador do acampamento, Jedediah Swearengen, fica chocada ao perceber que o seu herói foi um traidor! Destiny e Ava têm de ajudá-la a ultrapassar a desilusão. |    | |                    |                                |                                                                    |                    |                        |
| 76 | 18 | "Barcos e Cabras (PT) Barcos e Bodes (BR)" "Whatever Floats Your Goat Boat"                                             | Sean Mulcahy       | Lia Woodward e Leah Folta      | 24 de janeiro de 2020 05 de outubro de 2020 20 de julho de 2020    | 418                | 0.49                   |
| Lou descobre que a Presidente Higgins, que se recandidata, é uma cabra. Lou decide concorrer contra ela com uma preguiça chamada Barriga Peluda. |    | |                    |                                |                                                                    |                    |                        |
| 77 | 19 | "Granizados e Punhos Cerrados (PT) Raspadinhas e Socos (BR)" "Snow Cups and Fisticuffs"                                 | Kelly Park         | David Booth                    | 31 de janeiro de 2020 06 de outubro de 2020 21 de julho de 2020    | 419                | 0.52                   |
| Para ajudar os miúdos a manterem-se frescos durante uma onda de calor, Lou anuncia que conseguiu comprar uma máquina de granizados para o Acampamento Kikiwaka. |    | |                    |                                |                                                                    |                    |                        |
| 78 | 20 | "Com o Fim do Verão ao Horizonte (PT) Quanto Mais, Melhor (BR)" "The S'more, the S'merrier"                             | Bob Koherr         | Valerie Ahern e Eric Schaar    | 7 de fevereiro de 2020 07 de outubro de 2020 22 de julho de 2020   | 420                | 0.58                   |
| Com o fim do verão no horizonte, Destiny lembra Finn e Matteo de que têm de fazer o máximo de coisas que conseguirem juntos durante o tempo que ainda lhes resta. |    | |                    |                                |                                                                    |                    |                        |
| 79 | 21 | "Lava à Primeira Vista (PT/BR)" "Lava at First Sight"                                                                   | Jason Shipman      | Clayton Sakoda                 | 21 de fevereiro de 2020 08 de outubro de 2020 23 de julho de 2020  | 421                | 0.45                   |
| 80 | 22 | "Palhaços e Presidentes (PT) Cidade e Relações de Palhaço (BR)" "Town and Clown Relations"                              | Morenike Joela     | Huong Nguyen                   | 28 de fevereiro de 2020 12 de outubro de 2020 7 de janeiro de 2021 | 422                | 0.38                   |
| 81 | 23 | "Whisper Notas (PT) Sussurrinhos (BR)" "Whisper Toots"                                                                  | Jody Margolin Hahn | Jason Dorris                   | 6 de março de 2020 13 de outubro de 2020 14 de janeiro de 2021     | 423                | 0.54                   |
| 82 | 24 | "Minha Linda Senhora (PT) Minha Bela Fada (BR)" "My Fairy Lady"                                                         | Bob Koherr         | Leah Folta e Lia Woodward      | 13 de março de 2020 14 de outubro de 2020 21 de janeiro de 2021    | 424                | 0.44                   |
| 83 | 25 | "Festa de Panos (PT) Desmancha-prazeres (BR)" "Party Pooper"                                                            | Jody Margolin Hahn | Erin Dunlap                    | 20 de março de 2020 15 de outubro de 2020 28 de janeiro de 2021    | 425                | 0.45                   |
| 84 | 26 | "Luta de Ocupas (PT) Briga de Invasores (BR)" "Squatters' Fights"                                                       | Erika Kaestle      | Valerie Ahern e Eric Schaar    | 21 de junho de 2020 19 de outubro de 2020 4 de fevereiro de 2021   | 426                | 0.29                   |
| 85 | 27 | "Três Estrelas e um Bebê (PT)(BR)" "Three Stars and a Baby"                                                             | Patrick Maloney    | David Booth                    | 28 de junho de 2020 20 de outubro de 2020 11 de fevereiro de 2021  | 427                | 0.40                   |
| 86 | 28 | "O Dia do Alce Agitado (PT) Dia do Alce Louco (BR)" "Manic Moose Day"                                                   | Monica Contreras   | Huong Nguyen                   | 12 de julho de 2020 21 de outubro de 2020 18 de fevereiro de 2021  | 428                | 0.38                   |
| 87 | 29 | "Barb Estragada (PT) Quebrando a Barb (BR)" "Breaking Barb"                                                             | Miranda May        | Clayton Sakoda                 | 19 de julho de 2020 22 de outubro de 2020 18 de fevereiro de 2021  | 429                | 0.29                   |
| 88 | 30 | "Raven Em Kikiwaka: Parte 2 (PT)" "Raven About Bunk'd"                                                                  | Trevor Kirschner   | Jason Dorris                   | 24 de julho de 2020 28 de maio de 2021 13 de junho de 2021         | 430                | 0.72                   |

### 5ª Temporada (2021)
| #   | #  | Título                                             | Dirigido por           | Escrito por                                                                | Estreias                                                         | Código de produção | Audiência (em milhões) |
| --- | -- | -------------------------------------------------- | ---------------------- | -------------------------------------------------------------------------- | ---------------------------------------------------------------- | ------------------ | ---------------------- |
| 89  | 1  | ASA "Lou's Still the Boss, but Now There's a Ross" | Phill Lewis            | Valerie Ahern e Eric Schaar                                                | 15 de janeiro de 2021 5 de julho de 2021 14 de junho de 2021     | 501                | 0.61                   |
| 90  | 2  | ASA "Rise of the Machine"                          | Phill Lewis            | Mike Montesano e Ted Zizik                                                 | 22 de janeiro de 2021 15 de agosto de 2022 15 de junho de 2021   | 502                | 0.30                   |
| 91  | 3  | ASA "R.V. Having Fun Yet?"                         | Bob Koherr             | David Booth                                                                | 29 de janeiro de 2021 15 de agosto de 2022 16 de junho de 2021   | 503                | 0.30                   |
| 92  | 4  | ASA "Tentacle Difficulties"                        | Wendy Faraone          | Clayton Sakoda                                                             | 5 de fevereiro de 2021 16 de agosto de 2022 17 de junho de 2021  | 504                | 0.36                   |
| 93  | 5  | ASA "Luck of the Chuck"                            | Wendy Faraone          | Mike Montesano e Ted Zizik                                                 | 12 de fevereiro de 2021 16 de agosto de 2022 18 de junho de 2021 | 505                | 0.33                   |
| 94  | 6  | ASA "Look Who’s Squawking"                         | Jon Rosenbaum          | Justin Abarca                                                              | 19 de fevereiro de 2021 16 de agosto de 2022                     | 506                | 0.36                   |
| 95  | 7  | ASA "Raucous Science"                              | Jody Margolin Hahn     | Miranda May                                                                | 26 de fevereiro de 2021 17 de agosto de 2022                     | 507                | 0.34                   |
| 96  | 8  | ASA "Baton-man Begins"                             | Jody Margolin Hahn     | Lia Woodward e Leah Folta                                                  | 5 de março de 2021 17 de agosto de 2022                          | 508                | 0.32                   |
| 97  | 9  | "Está Tudo Preso (PT)" "Everyone's Trap'd"         | Kim Wayans             | Huong Nguyen                                                               | 31 de maio de 2021 17 de agosto de 2022 27 de setembro de 2021   | 509                | 0.22                   |
| 98  | 10 | "Vovô, Eu Vou, Vou (PT)" "Pop Poppin' In"          | Erika Kaestle          | Miranda May (história) David Booth, Valerie Ahern e Eric Schaar (teleplay) | 1 de junho de 2021 18 de agosto de 2022 28 de setembro de 2021   | 510                | 0.16                   |
| 99  | 11 | ASA "Roll Models"                                  | Erika Kaestle          | Crystal Shaw                                                               | 2 de junho de 2021 18 de agosto de 2022 29 de setembro de 2021   | 511                | 0.24                   |
| 100 | 12 | ASA "Gi Whiz"                                      | Monica Marie Contreras | Nick Geisler e Claire Nauman                                               | 3 de junho de 2021 18 de agosto de 2022 30 de setembro de 2021   | 512                | 0.26                   |
| 101 | 13 | ASA "Dancin' Up a Storm"                           | Jason Shipman          | Valerie Ahern e Eric Schaar                                                | 4 de junho de 2021 1 de outubro de 2021                          | 513                | 0.33                   |
| 102 | 14 | ASA "Out of the Doghouse"                          | Danny Wayne            | Jason Dorris                                                               | 11 de junho de 2021 21 de janeiro de 2022                        | 515                | 0.28                   |
| 103 | 15 | ASA "The Great Awkward Bake-Off"                   | Phill Lewis            | Leah Folta e Lia Woodward                                                  | 18 de junho de 2021 19 de agosto de 2022 21 de janeiro de 2022   | 514                | 0.32                   |
| 104 | 16 | ASA "I Won’t Let You Clown"                        | Phill Lewis            | David Booth                                                                | 25 de junho de 2021 24 de janeiro de 2022                        | 516                | 0.38                   |
| 105 | 17 | ASA "Crushin' It"                                  | Miranda May            | Crystal Shaw                                                               | 2 de julho de 2021 19 de agosto de 2022 25 de janeiro de 2022    | 517                | 0.28                   |
| 106 | 18 | ASA "Camp Creepy-Waka"                             | Patrick Maloney        | Crystal Shaw                                                               | 9 de julho de 2021 15 de outubro de 2021                         | 518                | 0.40                   |
| 107 | 19 | ASA "A Star Is Torn"                               | Karan Brar             | Mike Montesano e Ted Zizik                                                 | 16 de julho de 2021 19 de agosto de 2022 26 de janeiro de 2022   | 519                | 0.29                   |
| 108 | 20 | ASA "Moose Queens and Possum Kings"                | Kelly Park             | Terrell Lawrence                                                           | 30 de julho de 2021 19 de agosto de 2022 27 de janeiro de 2022   | 520                | 0.30                   |
| 109 | 21 | "Frien'ds Forever"                                 | Sean Mulcahy           | Valerie Ahern e Eric Schaar                                                | 6 de agosto de 2021 19 de agosto de 2022 28 de janeiro de 2022   | 521                | 0.33                   |

### 6ª Temporada (2022-23)
| #   | #  | Título                                                                           | Dirigido por           | Escrito por                  | Estreias                                                          | Código de produção | Audiência (em milhões) |
| --- | -- | -------------------------------------------------------------------------------- | ---------------------- | ---------------------------- | ----------------------------------------------------------------- | ------------------ | ---------------------- |
| 110 | 1  | "Aprendendo Como Funciona (PT)" "Learning the Ropes"                             | Trevor Kirschner       | Erin Dunlap                  | 10 de junho de 2022 24 de outubro de 2022 6 de fevereiro de 2023  | 601                | 0.26                   |
| 111 | 2  | "Nunca um Momento Enfadonho (PT)" "Never a Dull Moo-ment"                        | Trevor Kirschner       | Valerie Ahern e Eric Schaar  | 17 de junho de 2022 25 de outubro de 2022 6 de fevereiro de 2023  | 602                | ASD                    |
| 112 | 3  | "A Pior Ajuda (PT)" "Worst Aid"                                                  | Jody Margolin Hahn     | Mike Montesano e Ted Zizik   | 24 de junho de 2022 26 de outubro de 2022 7 de fevereiro de 2023  | 603                | 0.14                   |
| 113 | 4  | "Os Destroços Marcam o Lugar (PT)" "Wrecks Mark the Spot"                        | Jody Margolin Hahn     | Clayton Sakoda               | 1 de julho de 2022 27 de outubro de 2022 8 de fevereiro de 2023   | 604                | 0.15                   |
| 114 | 5  | "A Suor Liberta (PT)" "The Truth Will Sweat You Free"                            | Wendy Faraone          | Roxy Simons                  | 8 de julho de 2022 1 de novembro de 2022 9 de fevereiro de 2023   | 605                | 0.16                   |
| 115 | 6  | "As Belas de Buffalo Entram em Cena (PT)" "Where the Buffalo Betties Roam"       | Robbie Countryman      | Victor M. Duenas             | 15 de julho de 2022 2 de novembro de 2022 10 de fevereiro de 2023 | 606                | 0.16                   |
| 116 | 7  | "Uma Receita para o Desastre (PT)" "A Recipe for Disaster"                       | Karan Brar             | Darren L. Thomas             | 22 de julho de 2022 3 de novembro de 2022 13 de fevereiro de 2023 | 607                | 0.23                   |
| 117 | 8  | ASA "Back in the Saddle"                                                         | Robbie Countryman      | David Booth                  | 29 de julho de 2022 14 de fevereiro de 2023                       | 608                | 0.11                   |
| 118 | 9  | "A Residência do Terror (PT)" "Bunkhouse of Horror"                              | Phill Lewis            | Clayton Sakoda               | 25 de setembro de 2022 31 de outubro de 2022 17 de abril de 2023  | 611                | 0.17                   |
| 119 | 10 | "A Caçada em Redor da Árvore de Natal (PT)" "Hauntin' Around the Christmas Tree" | Jon Rosenbaum          | Nick Geisler e Claire Nauman | 2 de dezembro de 2022 16 de dezembro de 2022 18 de abril de 2023  | 612                | 0.11                   |
| 120 | 11 | "Espero por Ti no Géiser (PT)" "Hope You Geyser Ready to Go!"                    | Miranda May            | Valerie Ahern e Eric Schaar  | 2 de janeiro de 2023 27 de março de 2023 15 de fevereiro de 2023  | 609                | 0.13                   |
| 121 | 12 | "A Canção Permanece uma Dor (PT)" "The Song Remains a Pain"                      | Phill Lewis            | Mike Montesano e Ted Zizik   | 2 de janeiro de 2023 28 de março de 2023 16 de fevereiro de 2023  | 610                | ASD                    |
| 122 | 13 | "A Arte Imita a Vida (PT)" "Art Imitates Life"                                   | Jon Rosenbaum          | Roxy Simons                  | 13 de janeiro de 2023 29 de março de 2023 19 de abril de 2023     | 613                | 0.15                   |
| 123 | 14 | "O Amor no Oeste (PT)" "Wild West Side Story"                                    | Princess Monique Filmz | Victor M. Duenas             | 20 de janeiro de 2023 30 de março de 2023 20 de abril de 2023     | 614                | 0.13                   |
| 124 | 15 | ASA "The Wrath of Con"                                                           | Victor Gonzalez        | Darren L. Thomas             | 27 de janeiro de 2023 21 de abril de 2023                         | 615                | 0.11                   |
| 125 | 16 | ASA "Finn It to Win It"                                                          | Victor Gonzalez        | Valerie Ahern e Eric Schaar  | 3 de fevereiro de 2023 24 de abril de 2023                        | 616                | 0.08                   |
| 126 | 17 | ASA "Alpaca-lypse Now"                                                           | Patrick Maloney        | David Booth                  | 17 de fevereiro de 2023 25 de abril de 2023                       | 617                | 0.11                   |
| 127 | 18 | ASA "Wicked Switch West"                                                         | Miranda Nay            | Mike Montesano e Ted Zizik   | 24 de fevereiro de 2023 26 de abril de 2023                       | 618                | 0.10                   |
| 128 | 19 | ASA "No Pain, No Grain"                                                          | Dave Cove              | Clayton Sakoda               | 3 de março de 2023 27 de abril de 2023                            | 619                | 0.12                   |
| 129 | 20 | ASA "Shoe Dro and Chili Pop"                                                     | Terri J. Vaughn        | Victor M. Duenas             | 12 de março de 2023 28 de abril de 2023                           | 620                | ASD                    |
| 130 | 21 | ASA "Pickett Fencing"                                                            | Shilpi Roy             | Darren L. Thomas             | 12 de março de 2023 28 de abril de 2023                           | 621                | 0.09                   |
| 131 | 22 | ASA "Model Citizen"                                                              | Jason Shipman          | Roxy Simons                  | 19 de março de 2023 14 de abril de 2023                           | 622                | ASD                    |
| 132 | 23 | ASA "Camp Fails and Beaver Tales"                                                | Danny Wayne            | David Booth                  | 26 de março de 2023 15 de agosto de 2023                          | 623                | 0.11                   |
| 133 | 24 | "Tap'd Out"                                                                      | Erika Kaestle          | Valerie Ahern e Eric Schaar  | 2 de abril de 2023 16 de agosto de 2023                           | 624                | 0.18                   |
| 134 | 25 | ASA "Badminton to the Bone"                                                      | Erika Kaestle          | Mike Montesano e Ted Zizik   | 9 de abril de 2023 17 de agosto de 2023                           | 625                | 0.10                   |
| 135 | 26 | ASA "For Letter or Worse"                                                        | Bob Koherr             | Eugene Garcia-Cross          | 16 de abril de 2023 18 de agosto de 2023                          | 626                | 0.09                   |
| 136 | 27 | ASA "Butter You Doing Here?"                                                     | Bob Koherr             | Erin Dunlap                  | 23 de abril de 2023 21 de agosto de 2023                          | 627                | 0.07                   |
| 137 | 28 | ASA "Writer's Locked"                                                            | Victor Gonzalez        | Clayton Sakoda               | 7 de maio de 2023 22 de agosto de 2023                            | 628                | 0.11                   |
| 138 | 29 | ASA "Most Wanted"                                                                | Morenike Joela Evans   | David Booth                  | 14 de maio de 2023 23 de agosto de 2023                           | 629                | ASD                    |
| 139 | 30 | ASA "Desperate Treasures"                                                        | Jody Margolin Hahn     | Erin Dunlap                  | 21 de maio de 2023 24 de agosto de 2023                           | 630                | 0.09                   |

### 7ª Temporada (2023-24)
| #   | #  | Título                                      | Dirigido por          | Escrito por                                                          | Estreias               | Código de produção | Audiência (em milhões) |
| --- | -- | ------------------------------------------- | --------------------- | -------------------------------------------------------------------- | ---------------------- | ------------------ | ---------------------- |
| 140 | 1  | ASA "Cursed Day of Camp"                    | Robbie Countryman     | Erin Dunlap                                                          | 23 de julho de 2023    | 701                | ASD                    |
| 141 | 2  | ASA "Workaversary Girl"                     | Robbie Countryman     | David Booth                                                          | 30 de julho de 2023    | 702                | ASD                    |
| 142 | 3  | ASA "Meat Cute"                             | Trevor Kirschner      | Valerie Ahern e Eric Schaar                                          | 6 de agosto de 2023    | 703                | ASD                    |
| 143 | 4  | ASA "An Arrow Victory"                      | Trevor Kirschner      | Mike Montesano e Ted Zizik                                           | 13 de agosto de 2023   | 704                | ASD                    |
| 144 | 5  | ASA "Hot Couture"                           | Bob Koherr            | Roxy Simons                                                          | 20 de agosto de 2023   | 705                | ASD                    |
| 145 | 6  | ASA "What About Barb?"                      | Victor Gonzalez       | Nick Geisler                                                         | 27 de agosto de 2023   | 706                | ASD                    |
| 146 | 7  | ASA "Wastin' Away Again in Barb-aritaville" | Victor Gonzalez       | Clayton Sakoda                                                       | 3 de setembro de 2023  | 707                | ASD                    |
| 147 | 8  | ASA "Don't Hate the Mayor, Hate the Game"   | Shilpi Roy            | Christian L. Scott                                                   | 10 de setembro de 2023 | 708                | ASD                    |
| 148 | 9  | ASA "Coop D'etat"                           | Miranda May           | Mike Montesano e Ted Zizik                                           | 17 de setembro de 2023 | 709                | ASD                    |
| 149 | 10 | ASA "Me, Myself and A.I."                   | Miranda May           | David Booth                                                          | 24 de setembro de 2023 | 710                | ASD                    |
| 150 | 11 | ASA "The Glitching Hour"                    | Robbie Countryman     | Annie Nishida                                                        | 29 de setembro de 2023 | 711                | ASD                    |
| 151 | 12 | ASA "Friends in Snow Places"                | Dave Cove             | Christian L. Scott (hístoria) Valerie Ahern e Eric Schaar (teleplay) | 1 de dezembro de 2023  | 712                | ASD                    |
| 152 | 13 | ASA "Yodel Recall"                          | Jason Shipman         | Clayton Sakoda                                                       | 5 de julho de 2024     | 713                | ASD                    |
| 153 | 14 | ASA "Game of Throne"                        | Phill Lewis           | Roxy Simons                                                          | 5 de julho de 2024     | 714                | ASD                    |
| 154 | 15 | ASA "Busk a Move"                           | Phill Lewis           | Nick Geisler                                                         | 12 de julho de 2024    | 715                | ASD                    |
| 155 | 16 | ASA "Free Falls and Pickleballs"            | Patrick Maloney       | Christian L. Scott                                                   | 12 de julho de 2024    | 716                | ASD                    |
| 156 | 17 | ASA "And the Kiki Goes To..."               | Morenike Joela Evans  | Effie Antigone e Carly Garber                                        | 19 de julho de 2024    | 717                | ASD                    |
| 157 | 18 | ASA "Iguana Be Best Man"                    | Keisha Stewart        | David Booth                                                          | 19 de julho de 2024    | 718                | ASD                    |
| 158 | 19 | ASA "License to Cattle Drive"               | Mallory James Mahoney | Vanessa Mancos                                                       | 26 de julho de 2024    | 719                | ASD                    |
| 159 | 20 | ASA "Cold Feet, Hot Brobblers"              | Erika Kaestle         | Valerie Ahern e Eric Schaar                                          | 26 de julho de 2024    | 720                | ASD                    |
| 160 | 21 | ASA "Slapshot to the Heart"                 | ASA                   | Erin Dunlap                                                          | 2 de agosto de 2024    | 721                | ASD                    |
| 161 | 22 | ASA "Happy Trails"                          | Bob Koherr            | Erin Dunlap                                                          | 2 de agosto de 2024    | 722                | ASD                    |